# 單臂細鮃
單臂細鮃為輻鰭魚綱鰈形目鰈亞目鮃科的其中一種，為亞熱帶海水魚，分布於西大西洋區，從加拿大至南美洲北部海域，體長可達11.8公分，棲息在底層水域，生活習性不明。

## 扩展阅读
維基物種上的相關：單臂細鮃